# Sawice Wieś (gromada)
Sawice Wieś – dawna gromada, czyli najmniejsza jednostka podziału terytorialnego Polskiej Rzeczypospolitej Ludowej w latach 1954–1972.
Gromady, z gromadzkimi radami narodowymi (GRN) jako organami władzy najniższego stopnia na wsi, funkcjonowały od reformy reorganizującej administrację wiejską przeprowadzonej jesienią 1954 do momentu ich zniesienia z dniem 1 stycznia 1973, tym samym wypierając organizację gminną w latach 1954–1972.
Gromadę Sawice Wieś z siedzibą GRN w Sawicach Wsi (w obecnym brzmieniu Sawice-Wieś) utworzono – jako jedną z 8759 gromad na terenie Polski – w powiecie sokołowskim w woj. warszawskim, na mocy uchwały nr VI/10/21/54 WRN w Warszawie z dnia 5 października 1954. W skład jednostki weszły obszary dotychczasowych gromad Kobylany-Skorupki, Liszki, Ostrowiec, Sawice Wieś, Sawice Dwór i Sawice-Bronisze ze zniesionej gminy Wyrozęby oraz obszar dotychczasowej gromady Bohy ze zniesionej gminy Repki w tymże powiecie. Dla gromady ustalono 11 członków gromadzkiej rady narodowej.
Gromadę zniesiono 31 grudnia 1959, a jej obszar włączono do gromady Wyrozęby-Podawce w tymże powiecie.